# Orconectes barrenensis
Orconectes barrenensis är en kräftdjursart som beskrevs av Rhoades 1944. Orconectes barrenensis ingår i släktet Orconectes och familjen Cambaridae. IUCN kategoriserar arten globalt som livskraftig. Inga underarter finns listade i Catalogue of Life.